# Holly (film)
Pour les articles homonymes, voir Holly.
Pour plus de détails, voir Fiche technique et Distribution.
Holly est un film belge flamand réalisé par Fien Troch, sorti en 2023.

## Fiche technique
Sauf indication contraire, les informations mentionnées dans cette section peuvent être confirmées par la base de données cinématographiques IMDb,  présente dans la section « Liens externes ».
- Titre original : Holly
- Réalisation et scénario : Fien Troch
- Photographie : Frank van den Eeden
- Montage : Nico Leunen
- Pays d'origine : Belgique
- Format : Couleurs
- Genre : drame
- Durée : 102 minutes
- Dates de sortie :
  - Italie : 7 septembre 2023 (Mostra de Venise 2023)
  - Belgique : 22 novembre 2023

## Distribution
- Cathalina Geraerts :
- Felix Heremans :
- Greet Verstraete :

## Distinction

### Sélection
- Mostra de Venise 2023 : en compétition officielle[1]